# Angelica Moratelli
Angelica Moratelli (17 de agosto de 1994) es una jugadora de tenis italiana.
Su mejor clasificación en la WTA fue la número 318 del mundo, que llegó el 23 de septiembre de 2013. En dobles alcanzó número 68 del mundo, que llegó el 27 de mayo de 2024. Hasta la fecha, no ha ganado títulos a nivel WTA, en la ITF tour a logrado diez individuales y treinta y un títulos de dobles.

## Títulos WTA (0; 0+0)

### Dobles (0)
| Leyenda              |
| -------------------- |
| Grand Slam (0)       |
| Juegos Olímpicos (0) |
| WTA Finals (0)       |
| WTA 1000 (0)         |
| WTA 500 (0)          |
| WTA 250 (0)          |

#### Finalista (3)
| N.º | Fecha                | Torneo      | Superficie    | Pareja             | Oponentes en la final              | Resultado |
| --- | -------------------- | ----------- | ------------- | ------------------ | ---------------------------------- | --------- |
| 1.  | 23 de julio de 2023  | Palermo     | Tierra batida | Camilla Rosatello  | Yana Sizikova Kimberley Zimmermann | 2-6, 4-6  |
| 2.  | 9 de febrero de 2025 | Cluj-Napoca | Dura (i)      | Jaqueline Cristian | Magali Kempen Anna Sisková         | 3-6, 1-6  |
| 3.  | 23 de mayo de 2025   | Marruecos   | Tierra batida | Camilla Rosatello  | Maya Joint Oksana Kalashnikova     | 3-6, 5-7  |

## Títulos WTA 125s
| Leyenda  | Individuales | Dobles |
| -------- | ------------ | ------ |
| WTA 125s | 0            | 2      |

### Dobles (2–3)
| Resultado | Fecha                    | Torneos         | Superficie    | Pareja             | Oponentes en la final                   | Resultado         |
| --------- | ------------------------ | --------------- | ------------- | ------------------ | --------------------------------------- | ----------------- |
| Campeona  | 17 de septiembre de 2023 | Bucarest        | Tierra batida | Camilla Rosatello  | Valentini Grammatikopoulou Anna Sisková | 7-5, 6-4          |
| Finalista | 25 de febrero de 2024    | Puerto Vallarta | Dura          | Camilla Rosatello  | Iryna Shymanovich Renata Zarazúa        | 2-6, 6-7(1)       |
| Campeona  | 30 de marzo de 2024      | Antalya         | Tierra batida | Camilla Rosatello  | Tímea Babos Vera Zvonareva              | 6-3, 3-6, [15-13] |
| Finalista | 16 de junio de 2024      | Valencia        | Tierra batida | Renata Zarazúa     | Katarzyna Piter Fanny Stollár           | 1-6, 6-4, [8-10]  |
| Finalista | 6 de septiembre de 2024  | Guadalajara     | Dura          | Sabrina Santamaria | Katarzyna Piter Fanny Stollár           | 4-6, 5-7          |